# Castillo de Hornachos
El Castillo de Hornachos es una edificación defensiva cuyos orígenes se remontan al siglo XIII. Se encuentra en el término municipal de Hornachos, municipio español situado a unos 100 km (cien kilómetros) de Badajoz, capital de la provincia del mismo nombre, en la Comunidad Autónoma de Extremadura, y a 25 de Villafranca de los Barros.

## Historia
A pesar del deterioro en que está sumida la construcción, todavía se ven grandes lienzos y torres de una fortaleza que debió ser muy difícil de conquistar. Los musulmanes demostraron un gran interés por este enclave defensivo por lo bien que se podía acoplar a a la orografía y a la gran superficie que se controlaba desde sus torres de tal manera que cualquier movimiento de tropas, por muy lejano que estuviese podía ser visto desde el castillo.
Todavía se conservan restos de la primitiva construcción árabe, que son anteriores al año 1235, año en el que los cristianos reconquistaron el castillo, el cual fue donado posteriormente a la Orden de Santiago.

## El castillo
Por lo que respecta a la época árabe, todavía se puede observar la técnica utilizada por ellos al hacer los muros de tapial mediante el llenado de los encofrados con tierra, piedras e, incluso, hierba, todo ellos previamente humedecido y luego compactado mediante pisones. En los tapiales se observan numerosos mechinales que se corresponden con los agujeros dejados por los elementos que, atravesando el tapial, unían las dos caras del encofrado. Esta técnica constructiva fue muy utilizada en la época almohade.
La técnica cristiana de los «caballeros de santiago» se observa en otros sitios de la fortaleza, unas veces como elementos propios desde el cimiento y otras como refuerzo de las débiles defensas de tapial, que revistieron de sillería. La Orden de Santiago llevó a cabo numerosas obras de mejora. Las más principales eran las dirigidas a reforzar y consolidar el carácter defensivo del castillo; otras fueron llevadas a cabo para mejorar las condiciones de confort de sus habitantes, mejorando las habitaciones, salones y capilla. También dotaron a la fortaleza de servicios de aljibe, caballerizas, depósitos de viandas, etc.
Como el castillo estaba ubicado en la cresta rocosa de una alta loma, al aumentar la población del castillo, esta se fue desplazando hacia zonas más bajas y accesibles lo que llevó a cabo el abandono del castillo y su ruina progresiva.